# Deficiència de iode
La deficiència de iode és la manca de iode, un nutrient essencial de la dieta. Pot comportar problemes metabòlics com el goll, de vegades com un goll endèmic, així com cretinisme a causa d'un hipotiroïdisme congènit no tractat, que es tradueix en retards en el desenvolupament i altres problemes de salut. La deficiència de iode és un important problema de salut global, especialment per a dones fèrtils i embarassades. També és una causa evitable de la discapacitat intel·lectual.
El iode és un mineral dietètic essencial per al neurodesenvolupament entre descendents i nens petits. Les hormones tiroïdals tiroxina i triiodotironina contenen iode. A les zones on hi ha poc iode a la dieta, normalment zones interiors remotes on no es mengen aliments marins, la deficiència de iode és freqüent. També és habitual a les regions muntanyoses del món on es cultiva menjar en sòls pobres en iode.
La prevenció inclou afegir petites quantitats de iode a la sal de taula, un producte conegut com a sal iodada. També s'han afegit compostos de iode a altres productes alimentaris, com la farina, l'aigua i la llet, en zones de deficiència. El marisc també és una font molt coneguda de iode.
Als EUA, l'ús del iode ha disminuït per la preocupació de les sobredosis des de mitjan segle xx, i per la presència freqüent d'antagonistes del iode com bromur, perclorat i fluorur. En particular, cap al 1980, la pràctica d'utilitzar iodur de potassi, com condicionador de la massa del pa i altres productes de la fleca, es va substituir gradualment per l'ús d'altres agents condicionants com ara el bromur.
El goll com a conseqüència de la deficiència de iode afecta a 187 milions de persones a nivell mundial a partir del 2010 (2,7% de la població). La deficiència va provocar 2700 morts el 2013, passant de 2100 morts el 1990.